# Karel Lodewijk Diepgrond
Karel Lodewijk Diepgrond (geb. am 11. Juli 1896 in Amsterdam; gest. ca. 1967/1968) war ein niederländischer Kriegsverbrecher und Lagerführer des Gefangenenlagers Kamp Erika. 

## Leben
Diepgrond wurde geboren als jüngster Sohn einer Familie mit elf Kindern. Er besuchte die Grundschule in Amsterdam und machte zunächst eine Lehre als Maler und Anstreicher. Ab dem Jahr 1916 wurde er zum Militär eingezogen. Ein Jahr nach dem Ersten Weltkrieg wechselte Diepgrond zur Gemeindepolizei in Amsterdam. Die Sprachkenntnisse erwarb er nach eigener Aussage im Selbststudium. Im Jahre 1922 heiratete Diepgrond, aus der Ehe gingen zwei Söhne hervor. Er selbst bezeichnete die Ehe als alles andere als glücklich. Die Ehe wurde 1931 geschieden.
Im selben Jahr wurde Diepgrond aus dem Polizeidienst entlassen und ging mit seiner zweiten – deutschen – Ehefrau nach Deutschland, wo das Paar bei Diepgronds Schwiegereltern in Bottrop lebte. Aus dieser Ehe ging ein Kind hervor. Nach Streit mit dem Schwager verließ Diepgrond im Jahr 1936 Deutschland und kehrte nach Amsterdam zurück. Diepgrond schreibt, dass seine Haltung zum Nationalsozialismus sich durch den Aufenthalt in Deutschland gewandelt habe. Anfang 1937 holte er Frau und Kind nach Amsterdam, wo er als Wachmann arbeitete. Im selben Jahr wurde Diepgrond Mitglied der Nationaal-Socialistische Beweging.

## Lagerführer Diepgrond
Nach der deutschen Besetzung der Niederlande arbeitete er zunächst als Dolmetscher für den Sicherheitsdienst. Dabei traf er Werner Schwier, einen ehemaligen deutschen Pferdemetzger, der das Referat Internationale Organisationen der Besatzungsmacht leitete und den Auftrag hatte, Organisationen aufzulösen, die den Nationalsozialismus ablehnten. In der Liquidationsmasse des Order of the Star in the East befand sich ein Lagergrundstück, für das zunächst keine Verwendung bestand. Schwier ernannte Diepgrond zum Lagerführer, der seinerseits die Wachmannschaft rekrutierte. Zunächst sollte ein Arbeitslager für Juden entstehen. Dann wurde Kamp Erika zum Justizlager für niederländische Gefangene und später zum Arbeitseinsatzlager für „Asoziale“. Diepgrond führte ein Lagerbuch und dokumentierte mehrfach auch die Misshandlung von Gefangenen.
In den letzten beiden Jahren des Zweiten Weltkrieges war Diepgrond Mitglied des Schlägertrupps, der in der Umgebung des Gefangenenlagers Verbrechen wie Misshandlung, Mord und Brandschatzung beging. Im Februar 1944 wurde Diepgrond festgenommen und in Scheveningen festgesetzt, weil er aus unbekannten Gründen Häftlinge freigelassen hatte. Am nächsten Tag wurde er nach Intervention von Schwier entlassen und erneut als Lagerführer eingesetzt.

## Nachkriegszeit
Nach dem Krieg wurde Diepgrond in dem Lager, das er geführt hatte, inhaftiert. Diepgrond wurde zur Latrinentruppe („Odeurgroep“) und musste auch mithelfen, J. van Putten und D. Webbing zu exhumieren, die von seiner Schlägertruppe getötet worden waren. Am 9. Juni 1945 berichtete die Lokalzeitung „De Vechtstreek“, dass Diepgrond beim Verhör einen Anzug trug, den er als Mitglied des Schlägertrupps aus einem Anwesen des Bürgermeisters Van Oorschot entwendet hatte. Der beim Verhör persönlich anwesende Bürgermeister hatte den Anzug erkannt.
Im Jahr 1949 wurde Diepgrond u. a. wegen des Mordes an Hans Erik Gouwe vor ein Sondergericht in Arnhem gestellt. De Jong zitiert aus den Gerichtsakten, dass Diepgrond im Allgemeinen keinen schlechten Namen bei den Gefangenen hatte, ergänzt allerdings selbst, dass dies nur für die Nichtjuden galt. Die Staatsanwaltschaft forderte lebenslange Haft. Diepgrond wurde zu zwanzig Jahren Haft verurteilt und 1957 durch die Königin begnadigt.

## Weblink
- Eigenhändiger Lebenslauf auf kamparchieven.nl

## Verwendete Literatur
- Guusta Veldman: Knackers achter prikkeldraad: Kamp Erika bij Ommen, 1941–1945. Matrijs, Utrecht 1993; ISBN 90-5345-037-8.

| Personendaten    | Personendaten                                                    |
| ---------------- | ---------------------------------------------------------------- |
| NAME             | Diepgrond, Karel Lodewijk                                        |
| KURZBESCHREIBUNG | niederländischer Kriegsverbrecher und Lagerführer des Kamp Erika |
| GEBURTSDATUM     | 11. Juli 1896                                                    |
| GEBURTSORT       | Amsterdam                                                        |
| STERBEDATUM      | um 1967                                                          |